# Adel Tawil

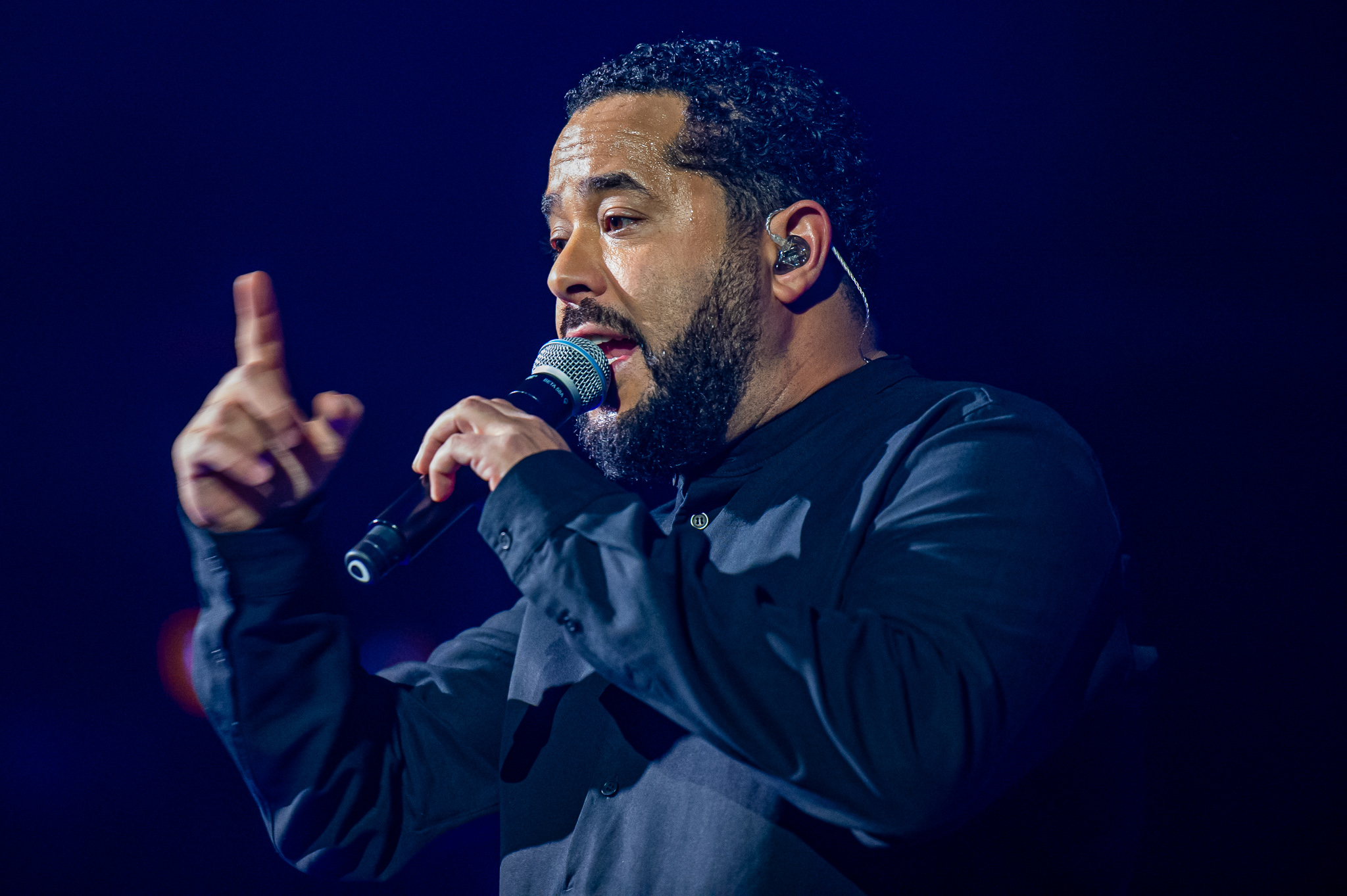
Adel Tawil (2019)

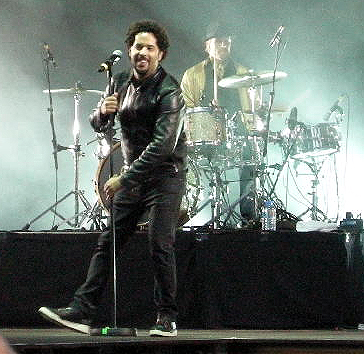
Adel Tawil mit Ich + Ich, Salem Open-Air 2008

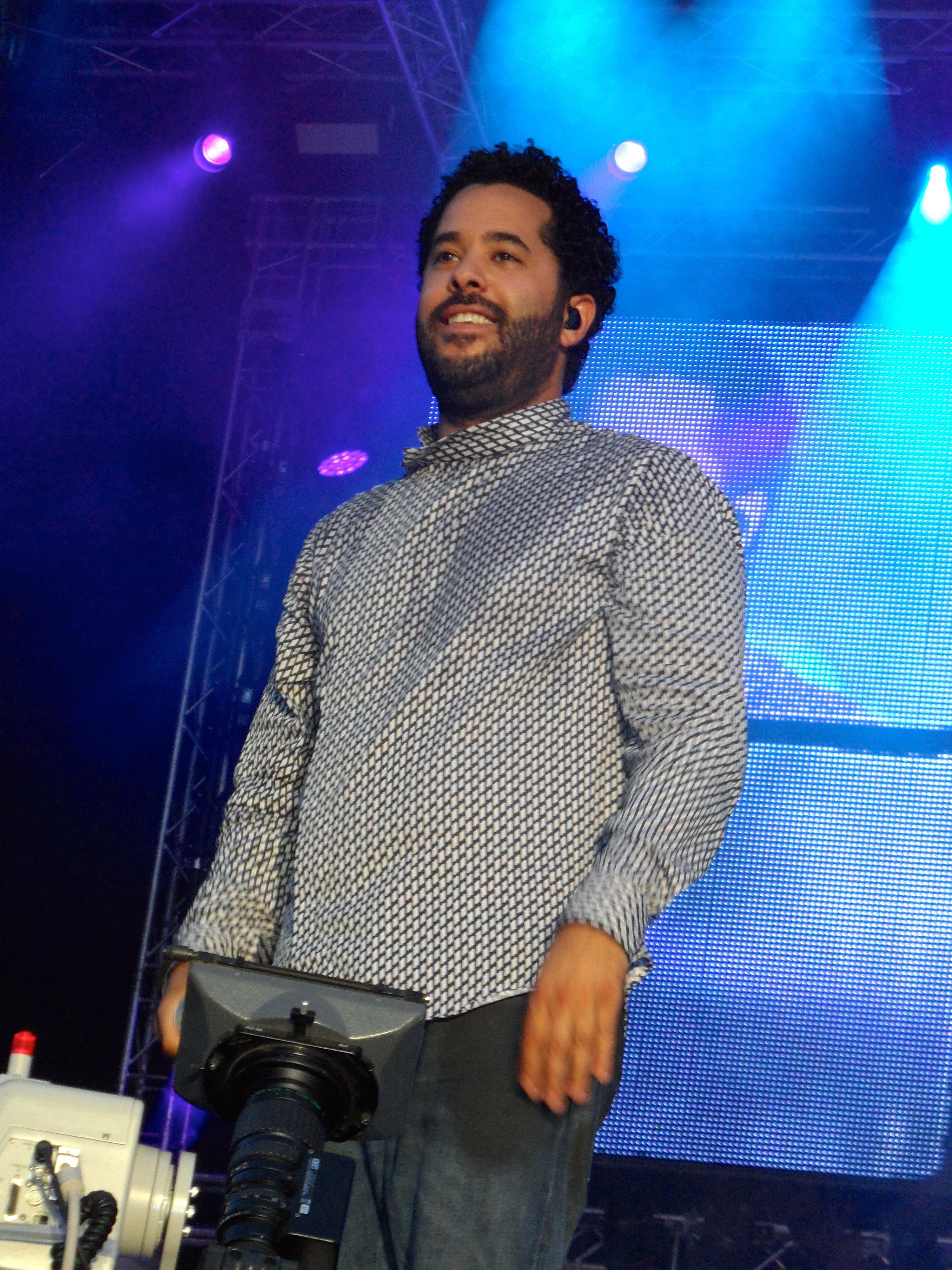
Adel Tawil bei einem Auftritt in Vechta (2014)

Adel Salah Mahmoud Eid El-Tawil (* 15. August 1978 in Berlin) ist ein deutscher Pop-Musiker, Songwriter und Produzent, der durch seine Mitwirkung in den Bands The Boyz und Ich + Ich bekannt wurde.

## Biografie

### Leben
Adel Tawil wurde als erstes von drei Kindern geboren und wuchs in Berlin-Siemensstadt auf. Sein Vater ist Ägypter, seine Mutter Tunesierin. Tawil hat einen jüngeren Bruder und eine jüngere Schwester.
Adel Tawil besuchte das Freiherr-vom-Stein-Gymnasium in Berlin-Spandau. Nachdem er unter anderem in der 9. Klasse bei einem Schullandheimausflug in Berchtesgaden das Nebengebäude mit einem Graffiti-Tag versehen und eine Sachbeschädigung begangen hatte, wurde er der Schule verwiesen und besuchte anschließend die Heinrich-Böll-Oberschule, die er 1996 in der 12. Klasse vor dem Abitur verließ.
Tawil war 13 Jahre lang mit Jasmin Tawil liiert und, bis zur Trennung 2014, drei Jahre mit ihr verheiratet.
Im Sommer 2016 zog sich Adel Tawil eine schwere Verletzung zu. Im Ägypten-Urlaub sprang er in einen Swimming-Pool, schlug mit dem Kopf auf dem Boden des Beckens auf und zog sich dabei einen vierfachen Bruch des ersten Halswirbels zu. Eine geplante Tour musste daher abgesagt werden.
Adel Tawil lebt in Berlin und ist 2018 Vater geworden.

### Karriere
Ende der 1990er Jahre war er als Kane Mitglied der Boygroup The Boyz. Seit 2003 bildet er zusammen mit Annette Humpe das Duo Ich + Ich, welches 2005 das gleichnamige Album Ich + Ich und 2007 das Album Vom selben Stern herausbrachte. Weiterhin war Tawil als Solokünstler bisher auf Tobias Schenkes Single Niemand hat gesagt zu hören. Zusammen mit dem Rapper Azad nahm er 2007 den Song Prison Break Anthem (Ich glaub’ an dich) zur Serie Prison Break auf, der sofort nach Veröffentlichung die Spitzenposition der deutschen Musikcharts erreichte. Adel Tawil hat im Jahr 2007 insgesamt vier Chartplatzierungen in den Top 10 (drei Singles und ein Album) und seit 2005 fünf deutsche Top-10-Hits gesungen.
Er wirkte weiterhin als Gastsänger auf dem Album Genuine Horizon von Chris Zippel für den Titel Again mit. Außerdem ist er im 2008 erschienenen Musikvideo von Tarééc feat. Chakuza zur Single Für das Volk zu sehen. Tarééc war früher als T-Soul ebenfalls Mitglied der Boygroup The Boyz. 2009 nahm er mit Cassandra Steen den Song Stadt auf, der mit 20 Wochen in den Top 20 der deutschen Single-Charts, davon vom 29. Juni bis zum 13. September in den Top 3. Am 30. Oktober 2009 erschien vom Ich + Ich-Album Gute Reise die Single Pflaster, die gleich an die Spitze der deutschen Single-Charts stieg. 2010 nahm er mit Sido das Lied Der Himmel soll warten auf. 2013 landete er mit seiner ersten Solo-Single Lieder direkt auf Platz 2 der deutschen Single-Charts. Am 1. November 2013 erschien die zweite Solo-Single Aschenflug mit den Gastmusikern Prinz Pi und Sido. Die dritte Singleauskopplung Weinen folgte am 28. Februar 2014. Die vierte Single Zuhause, eine Zusammenarbeit mit dem US-amerikanischen Reggaemusiker Matisyahu, wurde am 27. Juni 2014 veröffentlicht. Die bislang letzte Single des Debütalbums Kartenhaus erschien am 14. November 2014, zeitgleich mit seinem ersten Live-Album Lieder live. Im Juli 2015 nahm er zusammen mit dem deutschen Rap-Duo SDP ihr Lied Ich will nur dass du weißt neu auf. Die Single erschien am 27. Juli 2015. Am 14. August 2015 folgte die Singleveröffentlichung von Unsere Lieder. Drei Wochen später war Tawil als Gastsänger auf Sidos sechstem Studioalbum VI beteiligt. Dabei entstand das Lied Zuhause ist die Welt noch in Ordnung, welches aufgrund hoher Einzeldownloads und -streamings die deutschen und Schweizer Charts erreichte, obwohl es nicht als Single veröffentlicht wurde. Das Lied erschien nachträglich als Videosingle am 2. März 2016.
Am 17. März 2017 veröffentlichte Tawil mit Bis hier und noch weiter und Ist da jemand gleichzeitig zwei Singles aus seinem kommenden Album So schön anders. Am 7. April folgte ebenfalls die dritte Singleauskopplung Gott steh mir bei. Letztendlich erschien das Album am 21. April 2017. Auf dem Album 'Maximum' von KC Rebell & Summer Cem war Tawil bei dem Song Voll mein Ding als Gastmusiker dabei.
Im Juni 2017 war Adel Tawil Taufpate des neuen Deutschpop-Radios 1/DEUTSCH. Dafür drückte er den Startknopf des neuen Senders.
Am 12. April 2019 veröffentlichte Tawil mit Tu m’appelles die erste Singleauskopplung aus seinem dritten Studioalbum Alles lebt. Das Lied nahm er zusammen mit der deutsch-bulgarischen Sängerin Peachy auf. In Deutschland und der Schweiz schaffte es die Single in die Charts. Mit Neues ich erschien vorab die zweite Singleauskopplung des Albums am 24. Mai 2019. Alles lebt erschien letztendlich einen Monat später am 21. Juni 2019.
Am 3. März 2023 erschien das Album Spiegelbild mit 16 Liedern. Diese beinhalten die bereits veröffentlichten Singles Die Welt steht auf Pause, Menschenkinder, Labyrinth, Niemandsland,  Autobahn und Feuer & Eis.

### Engagement
Seit dem 30. November 2017 ist er Präsident der ZNS – Hannelore Kohl Stiftung als Nachfolger von Kristina Schröder.

## Diskografie
Studioalben

| Jahr | Titel Musiklabel                        | Höchstplatzierung, Gesamtwochen, AuszeichnungChartplatzierungen (Jahr, Titel, Musiklabel, Platzierungen, Wochen, Auszeichnungen, Anmerkungen) | Höchstplatzierung, Gesamtwochen, AuszeichnungChartplatzierungen (Jahr, Titel, Musiklabel, Platzierungen, Wochen, Auszeichnungen, Anmerkungen) | Höchstplatzierung, Gesamtwochen, AuszeichnungChartplatzierungen (Jahr, Titel, Musiklabel, Platzierungen, Wochen, Auszeichnungen, Anmerkungen) | Anmerkungen                                                |
| Jahr | Titel Musiklabel                        | DE | AT | CH | Anmerkungen                                                |
| ---- | --------------------------------------- | --- | --- | --- | ---------------------------------------------------------- |
| 2013 | Lieder Vertigo Records (UMG)            | DE4 ×5Fünffachgold · (71 Wo.)DE | AT6 Platin · (44 Wo.)AT | CH17 Gold · (33 Wo.)CH | Erstveröffentlichung: 8. November 2013 Verkäufe: + 525.000 |
| 2017 | So schön anders Island Records (UMG)    | DE1 Platin · (40 Wo.)DE | AT5 Gold · (22 Wo.)AT | CH3 (33 Wo.)CH | Erstveröffentlichung: 21. April 2017 Verkäufe: + 207.500   |
| 2019 | Alles lebt BMG Rights Management (WMG)  | DE7 (19 Wo.)DE | AT17 (2 Wo.)AT | CH7 (14 Wo.)CH | Erstveröffentlichung: 21. Juni 2019                        |
| 2023 | Spiegelbild BMG Rights Management (WMG) | DE7 (8 Wo.)DE | AT50 (1 Wo.)AT | CH33 (2 Wo.)CH | Erstveröffentlichung: 3. März 2023                         |

## Tourneen
- 2014/15: Lieder Tour
- 2017/18: So schön anders Tour
- 2019/20: Alles lebt
- 2023: Spiegelbild

## Auszeichnungen
- Deutscher Musikautorenpreis
  - 2011: in der Kategorie „Komposition Pop“

- ECHO Pop
  - 2010: in der Kategorie „Produzententeam des Jahres/National“
  - 2014: in der Kategorie „Newcomer des Jahres (national)“